# Bắn cung tại Đại hội Thể thao Đông Nam Á 1977
Bắn cung tại Đại hội Thể thao Đông Nam Á năm 1977 lần đầu chính thức được đưa vào chương trình thi đấu tại đại hội này, diễn ra từ 23 đến 24 tháng 11 năm 1977 tại Petaling Jaya Club, Kuala Lumpur, Malaysia.
Chương trình thi đấu bao gồm 12 nội dung bắn cung cổ điển (recurve) cá nhân và đồng đội dành cho nam và nữ, thu hút sự tham gia của 5 quốc gia Đông Nam Á.
Philippines dẫn đầu bảng huy chương với 6 HCV, kế tiếp là Indonesia với 5 HCV, còn Thái Lan và Singapore lần lượt giành 1 và 0 HCV, trong khi nước chủ nhà Malaysia có 3 HCB và 4 HCĐ, xếp thứ năm chung cuộc . 

## Bảng huy chương
| Hạng               | Đoàn               | Vàng | Bạc | Đồng | Tổng số |
| ------------------ | ------------------ | ---- | --- | ---- | ------- |
| 1                  | Philippines (PHI)  | 6    | 2   | 4    | 12      |
| 2                  | Indonesia (INA)    | 5    | 2   | 2    | 9       |
| 3                  | Thái Lan (THA)     | 1    | 0   | 2    | 3       |
| 4                  | Singapore (SIN)    | 0    | 5   | 0    | 5       |
| 5                  | Malaysia (MAS)     | 0    | 3   | 4    | 7       |
| Tổng số (5 đơn vị) | Tổng số (5 đơn vị) | 12   | 12  | 12   | 36      |

## Tóm tắt kết quả

### Cung cổ điển
| Cá nhân            | Donald Pandiangan (INA)     | Carlos Santos Jr. (PHI)     | Cheng Jun (MAS)             |  |  |  |
| Cá nhân nam 90 mét | Carlos Santos Jr. (PHI)     | Cheng Jun (MAS)             | Vallop Potaya (THA)         |  |  |  |
| Cá nhân nam 70 mét | Carlos Santos Jr. (PHI)     | Donald Pandiangan (INA)     | Cheng Jun (MAS)             |  |  |  |
| Cá nhân nam 50 mét | Donald Pandiangan (INA)     | Suhartomo (INA)             | Raffy Recto (PHI)           |  |  |  |
| Cá nhân nam 30 mét | Donald Pandiangan (INA)     | Cheng Jun (MAS)             | Suhartomo (INA)             |  |  |  |
| Đồng đội nam       | Indonesia (INA)             | Philippines (PHI)           | Malaysia (MAS)              |  |  |  |
|                    |                             |                             |                             |  |  |  |
| Cá nhân nữ         | Jocelyn Guerrero (PHI)      | Samantha Tan Pek Hoon (SIN) | Cheryll Ng Sok Ping (MAS)   |  |  |  |
| Cá nhân nữ 70 mét  | Suminar Rachmat (INA)       | Cheryll Ng Sok Ping (MAS)   | Jocelyn Guerrero (PHI)      |  |  |  |
| Cá nhân nữ 60 mét  | Amornrat Kaewbaidhoon (THA) | Samantha Tan Pek Hoon (SIN) | Jocelyn Guerrero (PHI)      |  |  |  |
| Cá nhân nữ 50 mét  | Jocelyn Guerrero (PHI)      | Samantha Tan Pek Hoon (SIN) | Amornrat Kaewbaidhoon (THA) |  |  |  |
| Cá nhân nữ 30 mét  | Jocelyn Guerrero (PHI)      | Samantha Tan Pek Hoon (SIN) | Carla Ramos (PHI)           |  |  |  |
| Đồng đội nữ        | Philippines (PHI)           | Singapore (SIN)             | Indonesia (INA)             |  |  |  |

## Kết quả

### Nam
| Quốc gia          | Vận động viên      | 90m | 70m | 50m | 30m | Tổng cộng |
| ----------------- | ------------------ | --- | --- | --- | --- | --------- |
| Indonesia (INA)   | Donald Pandiangan  | 261 | 306 | 316 | 345 | 1228      |
| Philippines (PHI) | June Santos        | 276 | 306 | 310 | 335 | 1227      |
| Malaysia (MAS)    | Cheng Jun          | 273 | 302 | 301 | 339 | 1215      |
| Indonesia (INA)   | Suhartomo          | 255 | 297 | 312 | 339 | 1203      |
| Philippines (PHI) | Raffy Recto        | 260 | 275 | 312 | 334 | 1181      |
| Thái Lan (THA)    | Vallop Potaya      | 270 | 281 | 277 | 337 | 1165      |
| Indonesia (INA)   | Adang Adjidji      | 245 | 295 | 286 | 334 | 1160      |
| Singapore (SIN)   | Michael Ng Yew Hui |     | 301 | 299 |     | 1159      |
| Thái Lan (THA)    | Sa-Ngad K.         |     | 281 | 292 |     |           |
| Singapore (SIN)   | Bill Wee Hock Kee  |     |     |     | 333 |           |
| Malaysia (MAS)    | Remy Yap Lee Fui   | 247 |     |     |     |           |
| Indonesia (INA)   | Mohammad Idrus     |     |     | 309 |     |           |

### Nữ
| Quốc gia          | Vận động viên         | 70m | 60m | 50m | 30m | Tổng cộng |
| ----------------- | --------------------- | --- | --- | --- | --- | --------- |
| Philippines (PHI) | Jojie Guerrero        | 272 | 289 | 294 | 325 | 1180      |
| Singapore (SIN)   | Sam Tan Pek Hoon      | 268 | 289 | 285 | 325 | 1167      |
| Malaysia (MAS)    | Cheryll Ng Sok Ping   | 279 | 287 | 269 | 322 | 1157      |
| Philippines (PHI) | Carla Ramos           | 270 | 281 | 276 | 324 | 1151      |
| Thái Lan (THA)    | Amornrat Kaewbaidhoon | 272 | 291 | 277 | 306 | 1146      |
| Indonesia (INA)   | Suminar Rachmat       | 279 | 283 | 270 | 313 | 1145      |
| Singapore (SIN)   | Maimona bt. Jayos     | 256 | 265 | 271 | 301 | 1093      |
| Philippines (PHI) | Marinella Guerrero    |     |     | 265 | 307 | 1060      |
| Philippines (PHI) | Margot Guerrero       |     |     |     | 320 |           |
| Indonesia (INA)   | Leane Suviar          |     | 272 |     |     |           |
| Malaysia (MAS)    | Sally Choo Poh Yin    | 249 |     |     |     |           |